# Robert Muggah
Robert Muggah (Toronto, 20 de julho de 1974) é um cientista político canadense e especialista em cidades. É o co-fundador do Instituto Igarapé e do SecDev Group. Atualmente, trabalha como Diretor de Pesquisa de ambas as instituições, onde atua sobretudo com os temas cidades frágeis, controle de armas e migração.
Muggah é uma referência em cidades, segurança e novas tecnologias. É reconhecido mundialmente por haver desenvolvido plataformas de mapeamento de transferências de armas, homicídios, predição de crimes e promoção da responsabilização da polícia. Foi listado como uma dos 100 pessoas mais importantes em matéria de prevenção da violência em 2013.

## Biografia
Trabalhou no Small Arms Survey desde sua criação, em 1999. Foi pesquisador e, depois, diretor de pesquisas do projeto, de 2000 a 2011. Também trabalhou com o Programa de Desenvolvimento das Nações Unidas, o Departamento de Operações de Paz das Nações Unidas, o Alto Comissariado das Nações Unidas para Refugiados, o Banco Interamericano de Desenvolvimento, o Banco de Desenvolvimento Latino-Americano, e o Banco Mundial em mais de 25 países. É co-presidente do comitê consultivo do Parlamento Global de Prefeitos e da Know Violence in Childhood Network. Foi nomeado pelo Secretário Geral da ONU para compor o painel de especialistas sobre Juventude, Paz e Segurança, e faz parte da Iniciativa Global Contra o Crime Organizado Transnacional, e ainda do Conselho da Agenda Global para o Futuro das Cidades e Urbanização do Fórum Econômico Mundial.
Seus interesses de pesquisa também abrangem a militarização de refugiados na África, as implicações do reassentamento de populações no Sul da Ásia, os resultados dos programas de desarmamento, desmobilização e reintegração, o futuro das missões de paz e estabilização e o surgimento de carteis cibernéticos e gangues digitais.
Muggah é bacharel com honras pela Dalhousie University, onde se formou em 1997. Possui um MPhil pelo Instituto de Estudos para o Desenvolvimento da Universidade de Sussex,  concluído em 1999. Em 2008, concluiu o doutorado em Filosofia pela Universidade de Oxford. Ministrou cursos no Instituto de Pós-Graduação de Estudos Internacionais e Desenvolvimento de Genebra, na Universidade de San Diego e no Instituto de Relações Internacionais da PUC-Rio, em nível de graduação e pós-graduação. É, ainda, parte do corpo docente da Singularity University.

## Publicações, entrevistas e palestras
Robert Muggah é autor e editor de sete livros. Dois deles, Relocation Failures in Sri Lanka e Refugee Militarization in Africa, versam sobre a questão migratória. Dois outros, Stabilization Operations, Security and Development e Security and Post-Conflict Reconstruction, tratam das operações de paz da ONU. Os demais, incluindo Global Burden of Armed Violence e Open Empowerment, discutem o tema da segurança virtual e real.
As pesquisas de Muggah são recorrentemente citadas em grandes veículos de imprensa. Suas pesquisas sobre crime organizado, armas e homicídios foram tema de matérias na The Atlantic, BBC, CNN, CBS, The Globe and Mail, Fast Company, Foreign Affairs, Foreign Policy, Globo News, Le Monde, Newsweek, The New York Times e Wired Magazine.
O especialista deu palestras sobre cidades frágeis no TED 2017, TED 2015, nos encontros do Fórum Econômico Mundial, em Davos, de 2017 e 2019, e, ainda, na Cúpula Mundial de Governos, em 2019. Ele também palestrou sobre novas tecnologias e crime organizado na Web Summit de 2014, sobre policiamento inteligente, em 2013, e sobre tráfico de armas, em 2012, ambas para o Google Ideas/Jigsaw.